# Estlink

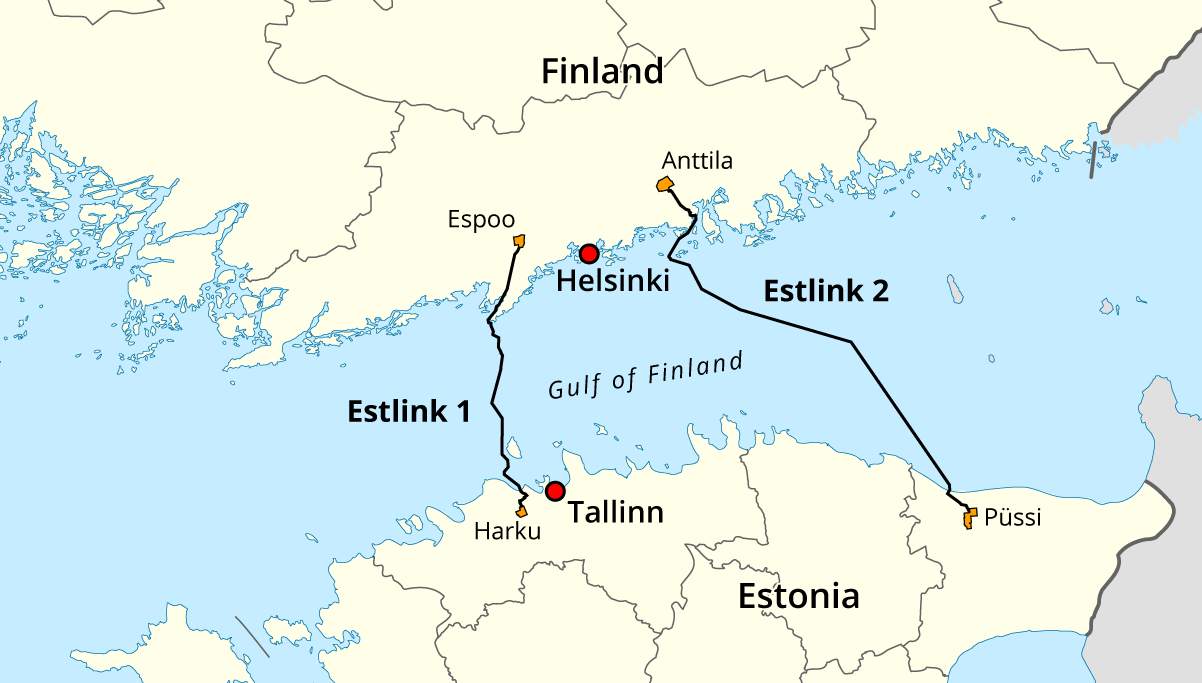
Localização das ligações Estlink

Estlink é um conjunto de cabos submarinos HVDC entre a Estónia e a Finlândia. Estlink 1 é a primeira interconexão entre os estados do Báltico e os países nórdicos em termos de mercado de eletricidade, seguindo-se o Estlink 2 em 2014. O objetivo é fornecer rede elétrica a ambas as regiões e potenciar a integração dos mercados energéticos báltico e nórdico.